# Тузов, Михаил Петрович
Михаил Петрович Тузов (8 ноября 1906, Поспелиха, Костромская губерния — 15 декабря 1997, Нижний Новгород) — советский хозяйственный и партийный деятель; первый секретарь
Горьковского горкома КПСС (1950—1953), директор Горьковского института инженеров водного транспорта (1948—1950), ректор Горьковского политехнического института (1956—1972).

## Биография
Родился в 1906 году в деревне Поспелиха (ныне — в Варнавинском районе Нижегородской области) в семье крестьянина-середняка. Работал в хозяйстве отца.
В 1924—1926 годы — секретарь сельского Совета в Поспелихе. Окончив Ветлужский лесной техникум, работал специалистом по лесному хозяйству в учебно-опытном лесничестве в Ветлужском районе.
В 1930—1932 годы служил в РККА.
Обучаясь с 1932 года в Горьковском индустриальном институте, был также ответственным секретарём комитета ВЛКСМ института (1935—1938). По окончании института поступил в аспирантуру, одновременно работал заместителем декана факультета. В 1938 году вступил в ВКП(б). Был секретарём парткома института (до марта 1939), первым секретарём Горьковского обкома ВЛКСМ (1939—1940).
В 1940—1942 годы работал старшим инженером НИИ «Оргсудпром» Наркомсудпрома, был секретарём партбюро треста Наркомсудпрома.
В 1942—1948 годы работал на заводе «Теплоход» в городе Бор — парторгом ЦК ВКП(б), директором завода (с декабря 1945). Неоднократно избирался членом Борского горкома партии, депутатом Борского городского Совета депутатов трудящихся.
В 1948—1950 годы — директор Горьковского института инженеров водного транспорта, с февраля 1950 года — секретарь Горьковского обкома ВКП(б), с сентября 1950 по 1956 год — первый секретарь Горьковского горкома КПСС.
В 1956—1972 годы — ректор Горьковского политехнического института, заведовал научно-исследовательской лабораторией и кафедрой № 3 на физико-техническом факультете.
Был избран депутатом Верховного Совета РСФСР 3-го созыва (1951—1955, от г. Горький, по Сталинскому избирательному округу), делегатом XIX съезда КПСС (1952).
Похоронен на Красном (Бугровском) кладбище (11 квартал).

## Научная деятельность
Кандидат технических наук, профессор. Автор 22 научных работ и изобретений.

## Награды
- два ордена Трудового Красного Знамени
- два ордена «Знак Почёта»[7]
- орден Красной Звезды
- медаль «За доблестный труд в Великой Отечественной войне 1941—1945 гг.»[2].

## Комментарии
1. ↑  По другим данным — секретарём обкома ВЛКСМ в 1938—1939[1].
2. ↑  По другим данным — с 1941 работал старшим инженером треста Наркомсудпрома[1].